# مركز بلفو الطبي
مركز بلفو الطبي (بالإنجليزية: Bellevue Medical Center)‏ تأسس في يوليو 2009 وهو عبارة عن مستشفى عام يقع في المنصورية في لبنان، ويقدم خدمات الرعاية الصحية في العديد من التخصصات، تبلغ سعة المستشفى 150 سريرًا في الطوابق الثمانية، ويُعد مركز بلفو الطبي معتمدًا من قبل اللجنة الدولية المشتركة (JCI) وحصل على تصنيف الذهب من بلانتري.

## الإدارات والخدمات
يقدم مركز بلفيو الطبي خدمات العلاج الطبي في التخصصات التالية:
- الحساسية
- التخدير وإدارة الألم

- طب القلب
- طب الأمراض الجلدية
- الرعاية في حالات الطوارئ
- علم الغدد الصم
- طب الأسرة
- طب الجهاز الهضمي
- الجراحة العامة
- علم الدم
- علم المناعة
- أمراض معدية
- وحدة العناية المركزة
- الطب الباطني
- الخصوبة في المختبر
- العناية المركزة لحديثي الولادة
- طب الكلي
- علم الأعصاب
- جراحة الاعصاب
- طب التوليد والنسائيات
- علم الأورام
- طب العيون
- جراحة العظام
- طب الأنف والأذن والحنجرة
- طب الأطفال
- جراحة تجميلية
- الطب النفسي
- الطب الرئوي
- الروماتيزم
- طب الجهاز لبولي
- جراحة الأوعية الدموية

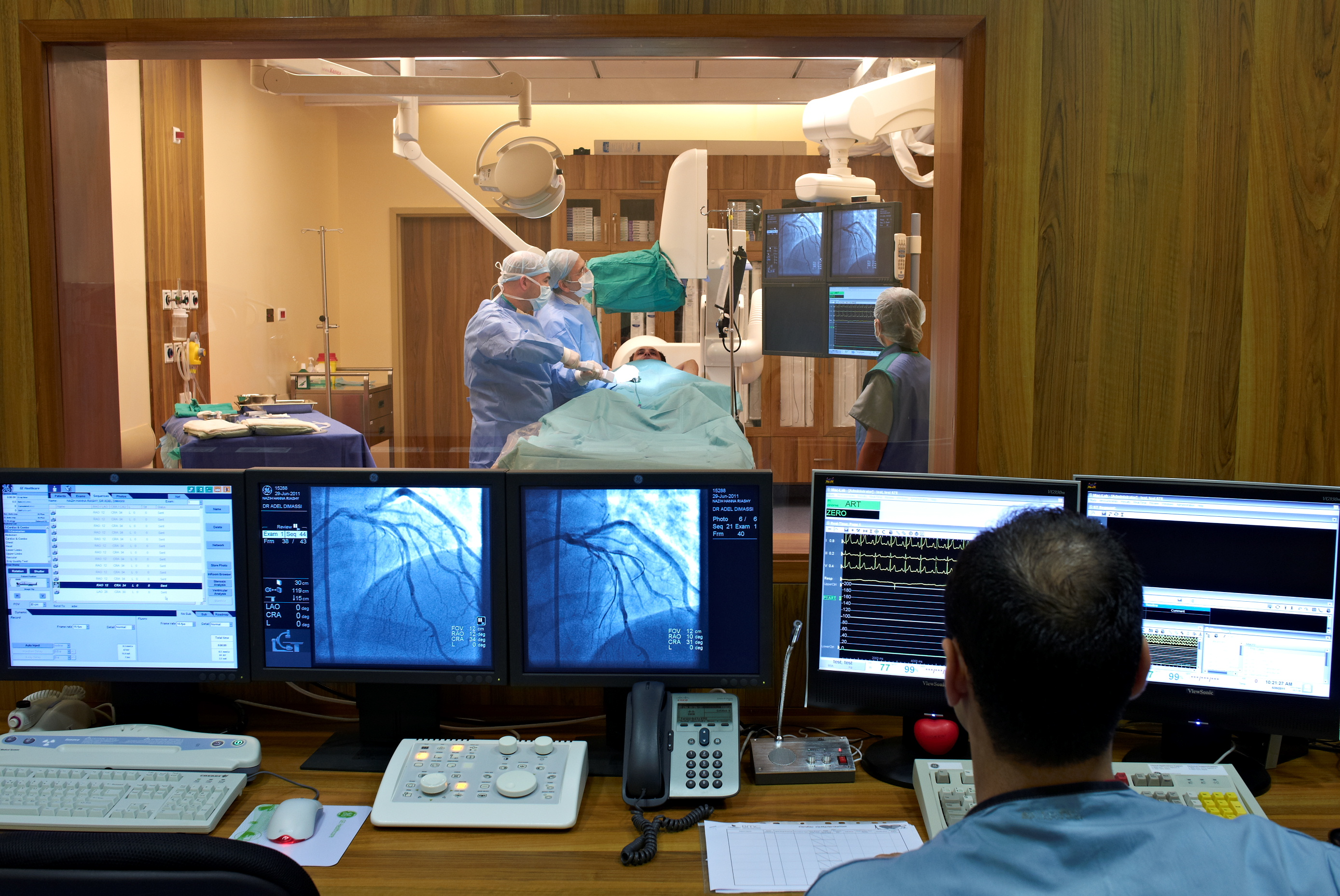
طب القلب

كذلك فإن المركز لديه الخدمات السريرية التالية:
- العلاج الكيميائي
- المختبرات الطبية
- التغذية السريرية
- غسيل كلوي

- صيدلة
- العلاج النفسي والاستشارات
- طب إشعاعي
- الطب الطبيعي وإعادة التأهيل
- المعالج التنفسي

الإضافة إلى ذلك فإن مركز بلفو لديه:

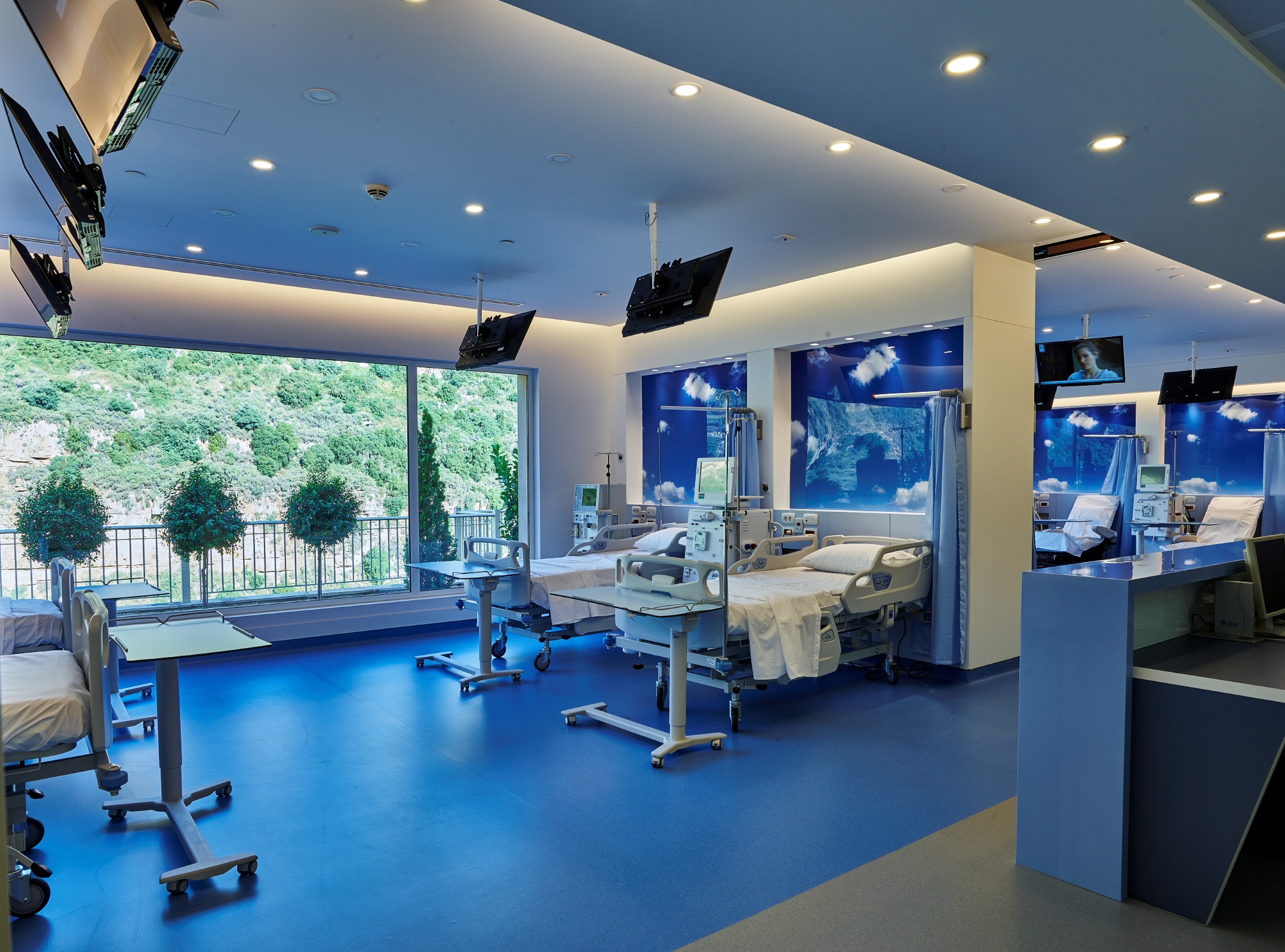
مركز غسيل كلوي

- يقدم مركز الأمومة جميع خدمات ما قبل الولادة وما حولها وما بعد الولادة.
- مركز تدريب يوفر التدريب والتعليم حول مواضيع طبية مختلفة من وإلى المتخصصين في الرعاية الصحية.

## الانتماء
يرتبط المستشفى أيضًا بالمراكز اللبنانية والأوروبية للتعليم الطبي مثل جامعة القديس يوسف والجامعة اللبنانية الأمريكية.
في عام 2017 أصبح مركز بلفو الطبي تابعًا لبرنامج بلانتري الذي يرتكز على مبادئ الرعاية المركزة على المريض.

## شهادات
حصل مركز بلفو الطبي على اعتماد اللجنة الدولية المشتركة من أجل سلامة المرضى وجودة الرعاية الصحية وذلك في أكتوبر 2012 لتصبح واحدة من ثلاثة مستشفيات لبنانية تلبي معايير اللجنة المشتركة الدولية، وأعيد اعتماد مركز بلفو من قبل اللجنة الدولية المشتركة في عامي 2015 و2018.
في مارس 2014 فاز مركز بلفو الطبي بجائزة «تحسين الجودة وسلامة المرضى» في مؤتمر ميد هيلث MENA وتم ترشيحه لجائزة المستشفى الأخضر.
في مارس 2017 تم اعتماد مركز بلفو الطبي بشهادة تحليل المخاطر ونقاط التحكم الحرجة HACCP لسلامة الأغذية.
كما حصل مركز بلفو الطبي على جائزة أفضل مشغل صحي لعام 2017 من قبل «المجلة المالية العالمية»، وفي يونيو 2018 كانت مستشفى بلفو أول مستشفى في لبنان يحصل على تصنيف الذهب من بلانيتري.

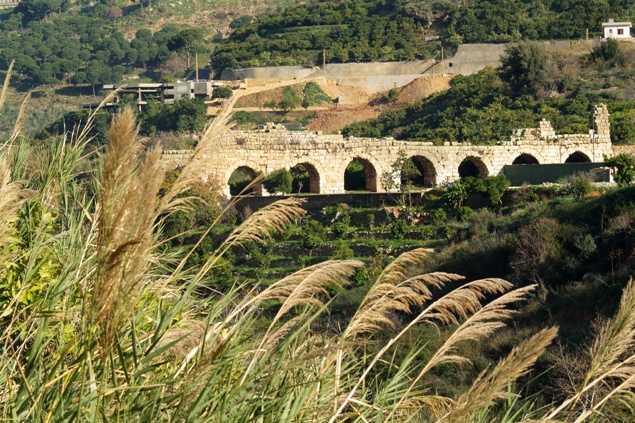
بقايا قناة القناطر زبيدة الرومانية.

## الموقع
يقع مركز بلفو الطبي على الضفة الشرقية لنهر بيروت في منطقة القناطر زبيدة بالمنصورية، ويطل على قناة رومانية قديمة معروفة للسكان المحليين باسم القناطر زبيدة (أقواس زبيدة)، بحيث يبعد 5 دقائق عن دوار مكلس و 15 دقيقة عن وسط بيروت.